# Klaus Roth
Klaus Friedrich Roth (29. oktober 1925 – 10. november 2015) er en britisk matematiker kendt for sit arbejde med diofantisk approksimation, den store si og irregulariteter i distribution. Han blev født i Breslau (dengang i Schlesien, nu i Polen) men voksede op og blev uddannet i Storbritannien. Han tog sin eksamen ved Peterhouse, Cambridge i 1945.  I 1946 begyndte han sin forskning ved University College London, under vejlederen Theodor Estermann.
1. ↑  Navnet er anført på engelsk og stammer fra Wikidata hvor navnet endnu ikke findes på dansk.
2. ↑  Navnet er anført på engelsk og stammer fra Wikidata hvor navnet endnu ikke findes på dansk.